# U-21-Faustball-Europameisterschaft 2011
Die 12. Faustball-Europameisterschaft für U21-Mannschaften fand vom 16. Juli bis zum 17. Juli 2011 in Ludwigshafen-Oppau (Deutschland) gleichzeitig mit der Europameisterschaft 2011 der Frauen statt. Deutschland war zum vierten Mal Ausrichter der Faustball-Europameisterschaft für U21-Mannschaften. Die deutsche Mannschaft gewann das Turnier nach einem 3:0-Sieg über die Schweiz.

## Vorrunde
| Rang | Team        | Sätze | Ballverh. | Punkte |
| ---- | ----------- | ----- | --------- | ------ |
| 1.   | Deutschland | 9:0   | 100:45    | 6:0    |
| 2.   | Schweiz     | 6:4   | 90:78     | 4:2    |
| 3.   | Österreich  | 4:6   | 97:97     | 2:4    |
| 4.   | Italien     | 0:9   | 33:99     | 0:6    |

Spielergebnisse
| 16.07.2011 | Deutschland | – | Österreich | 3:0 | (11:8, 12:10, 11:6)        |
| 16.07.2011 | Schweiz     | – | Italien    | 3:0 | (11:1, 11:4, 11:0)         |
| 16.07.2011 | Deutschland | – | Italien    | 3:0 | (11:2, 11:4, 11:4)         |
| 16.07.2011 | Schweiz     | – | Österreich | 3:1 | (12:10, 11:8, 12:14, 11:8) |
| 16.07.2011 | Deutschland | – | Schweiz    | 3:0 | (11:0, 11:7, 11:4)         |
| 16.07.2011 | Österreich  | – | Italien    | 3:0 | (11:4, 11:7, 11:7)         |

## Halbfinale
| 15.08.2009 | Schweiz | – | Österreich | 3:1 | (11:7, 11:6, 8:11, 11:4) |

## Platzierungs- und Finalspiele
| Spiel um Platz 3 | Spiel um Platz 3 | Spiel um Platz 3 | Spiel um Platz 3 | Spiel um Platz 3 | Spiel um Platz 3          | Spiel um Platz 3 | Spiel um Platz 3 |
| ---------------- | ---------------- | ---------------- | ---------------- | ---------------- | ------------------------- | ---------------- | ---------------- |
| 15.08.2009       | Italien          | –                | Österreich       | 1:3              | (4:11, 12:10, 5:11, 7:11) |                  |                  |
| Finale           |                  |                  |                  |                  |                           |                  |                  |
| 15.08.2009       | Deutschland      | –                | Schweiz          | 3:0              | (11:5, 11:8, 11:7)        |                  |                  |

## Endergebnis
| Platz | Land        | Flagge      | Code |
| ----- | ----------- | ----------- | ---- |
| 1.    | Deutschland | Deutschland | GER  |
| 2.    | Schweiz     | Schweiz     | SUI  |
| 3.    | Österreich  | Osterreich  | AUT  |
| 4.    | Italien     | Italien     | ITA  |